# Loving in Stereo
Loving in Stereo — третий студийный альбом британской электронной группы Jungle, вышедший 13 августа 2021 года. Это их первый релиз на собственном независимом лейбле Caiola Records, а маркетингом и дистрибуцией занимается AWAL (подразделение Sony Music).
«Loving in Stereo» вышел через три года после их второго студийного альбома For Ever (2018) и стал первым релизом группы, в записи которого приняли участие приглашённые артисты, в том числе американский рэпер Bas и швейцарско-тамильская певица Прия Рагу соответственно. Выходу альбома предшествовали пять синглов: «Keep Moving», «Talk About It», «Romeo», «Truth» и «All of the Time».

## Об альбоме
Loving in Stereo вышел спустя три года после второго студийного альбома группы For Ever (2018). Кроме того, этот альбом стал первым, когда Jungle включили в релиз совместные работы с американским рэпером Bas и швейцарско-тамильской певицей Прией Рагу (Priya Ragu) соответственно.

## Отзывы
| Совокупная оценка    | Совокупная оценка |
| Источник             | Оценка            |
| -------------------- | ----------------- |
| Metacritic           | 81/100            |
| Оценки критиков      |                   |
| Источник             | Оценка            |
| AllMusic             | [ 4 ]             |
| Clash                | 7/10              |
| DIY                  | [ 6 ]             |
| The Line of Best Fit | 9/10              |
| NME                  | [ 8 ]             |
| The Observer         | [ 9 ]             |
| PopMatters           | 9/10              |
| The Skinny           | [ 11 ]            |

Альбом получил 81 балл из 100 на агрегаторе рецензий Metacritic на основе 11 отзывах критиков, что свидетельствует о «всеобщем признании».
В AllMusic отметили, что «оба продюсера официально покончили с тем, что их тяготило к For Ever, и готовы оторваться с серией танцевальных треков в стиле диско, включающих в себя смелые вкрапления хип-хопа и гостевые вокалы. Тенистые грувы Jungle и фальцетные вокальные хуки по-прежнему лежат в основе многих их песен, но атмосфера на Loving in Stereo более лёгкая и праздничная, чем на предыдущих альбомах. Такие энергичные треки, как „Keep Moving“, „Can’t Stop the Stars“ и „All of the Time“, представляют собой живые водовороты диско-струнных инструментов и напористых ритмов, пронизанные ощущением эйфорической радости. По мере развития альбома джангл-музыканты экспериментируют с границами своего стиля, переходя к звучанию нью-вейва 80-х в относительно роковой „Truth“ и к непринуждённому сочетанию нео-соула и чиллвейва в лёгкой, как воздух, „Lifting You“. Самые захватывающие попытки дуэта проникнуть в новые стили происходят в треках, где активно участвуют приглашённые музыканты. Солнечная „Romeo“ — органичный хип-хоп-трек, и Бас читает рэп на протяжении всей песни, позволяя Ллойду-Уотсону и Макфарланду полностью погрузиться в продюсерскую деятельность. Прия Рагу лидирует в прекрасном и жизнерадостном R&B-треке „Goodbye My Love“, где её вокал скользит по расслабленному инструментальному сопровождению электропианино и лёгких живых барабанов. Джангл-музыка достигает пика на протяжении всего альбома „Loving in Stereo“ как с точки зрения креативности, так и общей тональности альбома. Песни полны исследовательского и весёлого юмора, излучают энергию и позитив, что в итоге привело к появлению одних из лучших работ группы на сегодняшний день».

## Список композиций
Все треки спродюсированы Дж. Ллойдом, за исключением «Can’t Stop the Stars», спродюсированной Дж. Ллойдом и Томом Макфарландом.
| №                   | Название                                 | Автор(ы)                                                                      | Длительность |
| ------------------- | ---------------------------------------- | ----------------------------------------------------------------------------- | ------------ |
| 1.                  | «Dry Your Tears»                         | Josh Lloyd-Watson Tom McFarland Dean "Inflo" Josiah Cover                     | 1:20         |
| 2.                  | «Keep Moving»                            | Lloyd-Watson McFarland Lydia Kitto                                            | 4:00         |
| 3.                  | «All of the Time»                        | Lloyd-Watson McFarland George Day Jamie Lloyd Taylor Laurence Hammerton Kitto | 3:02         |
| 4.                  | «Romeo» (featuring Bas)                  | Lloyd-Watson McFarland Taylor Abbas Hamad Ronald McCoy                        | 2:46         |
| 5.                  | «Lifting You»                            | Lloyd-Watson McFarland Kitto                                                  | 2:46         |
| 6.                  | «Bonnie Hill»                            | Lloyd-Watson McFarland Cover Andrew Wyatt                                     | 3:11         |
| 7.                  | «Fire»                                   | Lloyd-Watson Taylor                                                           | 2:45         |
| 8.                  | «Talk About It»                          | Lloyd-Watson McFarland Cover                                                  | 3:24         |
| 9.                  | «No Rules»                               | Lloyd-Watson McFarland                                                        | 2:25         |
| 10.                 | «Truth»                                  | Lloyd-Watson McFarland                                                        | 2:51         |
| 11.                 | «What D'You Know About Me?»              | Lloyd-Watson McFarland Kitto                                                  | 2:49         |
| 12.                 | «Just Fly, Don't Worry»                  | Lloyd-Watson McFarland                                                        | 1:48         |
| 13.                 | «Goodbye My Love» (featuring Priya Ragu) | Lloyd-Watson Priya Ragupathylingam                                            | 3:14         |
| 14.                 | «Can't Stop the Stars»                   | Lloyd-Watson McFarland Taylor Dominic Whalley                                 | 3:41         |
| Общая длительность: | Общая длительность:                      | Общая длительность:                                                           | 40:02        |

| №   | Название            | Длительность |
| --- | ------------------- | ------------ |
| 15. | «Don't You Cry Now» |              |
| 16. | «7AM»               |              |

## Участники записи
Jungle
- Джош Ллойд-Уотсон — автор песен, вокал, исполнительный продакшн, звукорежиссура, аудиосведение (1), аранжировка, креативное руководство, дизайн обложки, гитара (5, 6, 9-12), бас-гитара (2, 3, 5, 7-10, 12, 13), клавишные и синтезаторы (1-3, 5-8, 11-13), программирование ударных (2, 3, 5-9, 11, 12, 14), вибрафон (3, 5), органы (9), ударные (13).
- Том Макфарланд — автор песен, вокал, продюсирование, исполнительный продакшн, звукорежиссура, сведение (1), аранжировка, клавишные и синтезаторы (10, 12, 13), программирование ударных (10).

Другие музыканты
- Андро Каупертуэйт — вокал (1, 2, 7, 8, 11)
- Эндрейя Триана — вокал (1, 2, 7, 8, 11, 14)
- Лидия Китто — автор, вокал (1-3, 5-8, 11, 12, 14), бас (11), синтезаторы (11)
- Bas — автор песен, вокал (4)
- Priya Ragu — автор песен, вокал (13)
- другие

## Чарты
| Чарт (2021)                                  | Высшая позиция |
| -------------------------------------------- | -------------- |
| Австралия (ARIA)                             | 10             |
| Австрия (Ö3 Austria)                         | 47             |
| Бельгия/Фландрия (Ultratop)                  | 5              |
| Бельгия/Валлония (Ultratop)                  | 18             |
| Нидерланды (Album Top 100)                   | 11             |
| Германия (Offizielle Top 100)                | 18             |
| Ирландия (Irish Albums Chart)                | 16             |
| Португалия (AFP)                             | 13             |
| Испания (PROMUSICAE)                         | 33             |
| Швейцария (Schweizer Hitparade)              | 8              |
| Великобритания (UK Albums Chart)             | 3              |
| Великобритания (UK Independent Albums Chart) | 1              |
| США (Billboard 200)                          | 159            |
| США (Billboard Independent Albums)           | 16             |
| США (Billboard Top Alternative Albums)       | 15             |
| США (Billboard Dance/Electronic Albums)      | 1              |
| США (Billboard Top Rock Albums)              | 30             |